# St. Ulrich (Ebersbach)

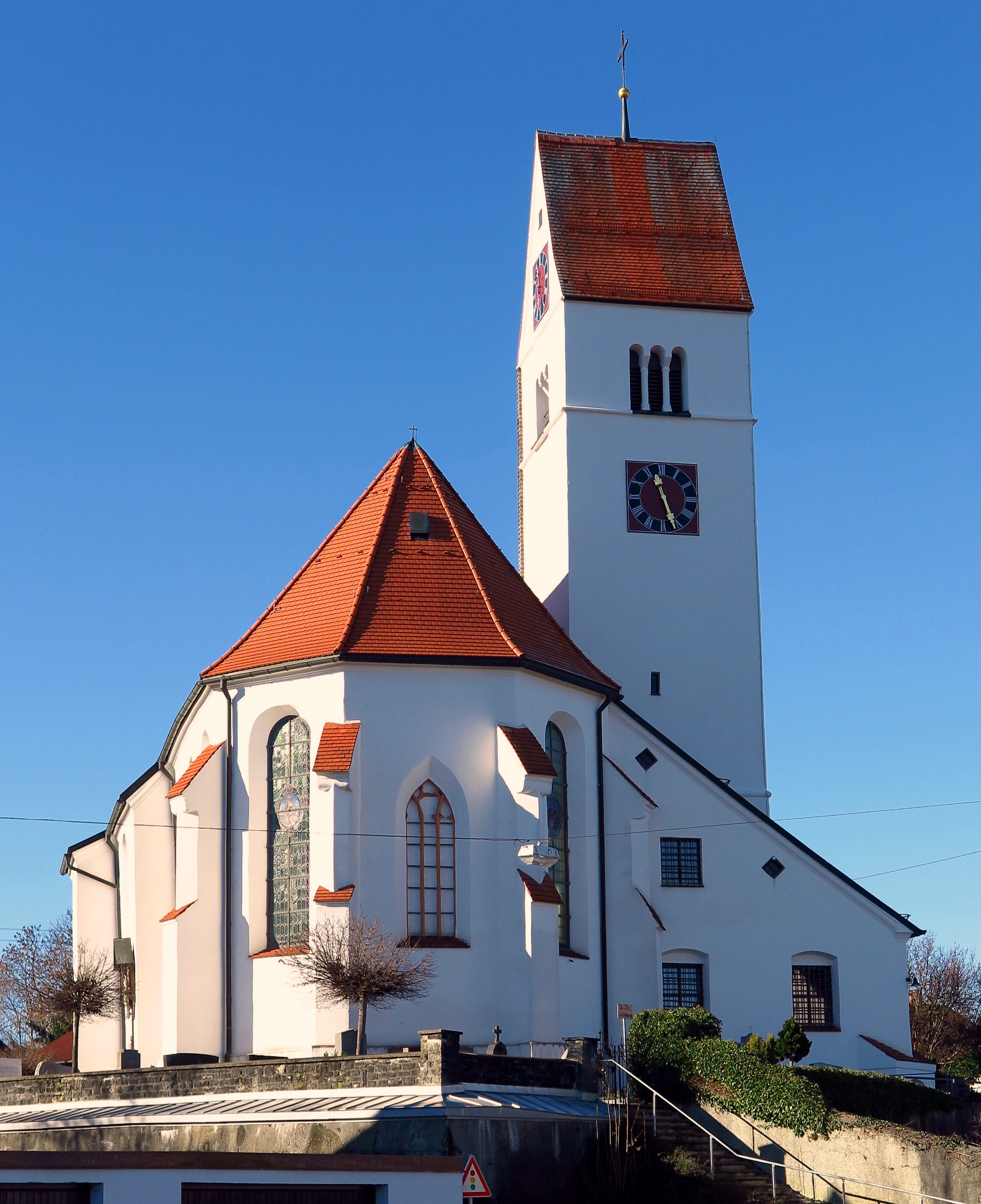
St. Ulrich in Ebersbach

St. Ulrich ist die römisch-katholische Pfarrkirche in Ebersbach, einem Gemeindeteil des Marktes Obergünzburg im schwäbischen Landkreis Ostallgäu in Bayern. Das denkmalgeschützte Bauwerk ist in der Liste der Baudenkmäler in Obergünzburg unter der Nr. D-7-77-154-35 eingetragen. Die Pfarrei gehört zum Dekanat Kaufbeuren des Bistums Augsburg.

## Beschreibung
Die 1478 geweihte  Saalkirche wurde um 1720/30 der Innenraum barock umgestaltet und 1863 neuromanisch verändert. Sie besteht aus einem Langhaus, an dem beidseitig Risalite angefügt sind, einem eingezogenen, dreiseitig geschlossenen, von Strebepfeilern gestützten Chor im Osten und einem Chorflankenturm an der Nordwand des Chors, der quer mit einem Satteldach bedeckt ist. Sein oberstes Geschoss beherbergt hinter den als Triforien gestalteten Klangarkaden den Glockenstuhl mit fünf Glocken. Die Zifferblätter der Turmuhr befinden sich im Geschoss darunter und im Giebel. Zur Kirchenausstattung gehört ein Hochaltar, dessen Altarretabel 1865 Johannes Kaspar bemalt hat.